# فلسفة قارية
الفلسفة القارية هي مجموعة من الآراء والتوجهات الفلسفية التي ظهرت في القرنين التاسع عشر والعشرين في أوروبا القارية. كان أول ظهور لهذا المصطلح بين الفلاسفة المتكلمين باللغة الإنجليزية في النصف الثاني من القرن العشرين، وذلك للإشارة إلى عدد من المفكرين وإلى عدد من التقاليد الفلسفية خارج المدرسة التحليلية.
تتضمن الفلسفة القارية عدداً من المذاهب والمدارس الفلسفية مثل: المثالية الألمانية والظاهراتية والوجودية (من ضمنها آراء كيركغور ونيتشه) والتأويلية والبنيوية وما بعد البنيوية بالإضافة إلى آراء فرويد في التحليل النفسي والنظرية النقدية في مدرسة فرانكفورت والآراء المتعلقة بالماركسية الغربية.
ومن الصعب تحديد جميع الدعاوي المشتركة بين كل المذاهب السابق ذكرها. فمصطلح الفلسفة القارية يتشابه مع قرينه، الفلسفة التحليلية، في كونه مبهم التعريف وغير واضح، بل قد يكون مجرد مصطلح يوحد جميع تلك المذاهب المتفرقة عن طريق صلة عائلية وليس عن طريق أي سمات مشتركة بينهم. بينما اعترض سايمون جلنديننج على هذا المصلطح زاعما أنه أقرب إلى مصطلح ساخر عن كونه مصطلح تعريفي، ولذا يستخدمه أتباع الفلسفة التحليلية في استحقار ونبذ الفلاسفة الغربيين ممن يرفضون آرائهم. ورغم كل ما سبق، فقد تكبد مايكل روسن عناء تعيين وتمييز السمات المشتركة التي تتسم بها الفلسلفة القارية عادةً. وذلك كما يلي:
- أولا، فإن الفلاسفة القاريين يرفضون الرأي القائل بأن العلوم الطبيعية هي خير وسيلة لفهم الظواهر الطبيعية. وذلك على خلاف تام مع الكثير من أتباع الفلسفة التحليلية، والذين يرون أن تساؤلاتهم ونظرياتهم يجب أن تكون متسقة مع العلوم الطبيعية، بل وخاضعة إليها أيضا. وذلك بينما يدعي الفلاسفة القاريون أن العلوم الطبيعية قائمة على «مجموعة من الخبرات البشرية التي تسبق النظرية العلمية» (وهو مفهوم مشابه لمفهوم كانط عن عوامل نشوء التجارب المعاشة أو عالم الحياة «بالألمانية: lebenswelt»). ففي اعتقادهم أن العلوم الطبيعية لا تنفذ إلى كينونة الأشياء والعمليات الفيزيائية، ولا تستطيع تفسير التجارب البشرية أو وصفها وصفًا صادقًا.[7]

- ثانيًا، تعتبر الفلسفة القارية أن العوامل التي تخضع إليها التجارب البشرية هي عوامل متغيرة: فهي تتكون (جزئيًا على أقل تقدير) تحت تأثير عوامل معينة مثل السياق الظرفي، والزمان، والمكان، واللغة، والثقافة، والسياق التاريخي. وبهذا نلاحظ وجود نزعة تاريخانية (أي مبدأ أخذ الأسيقة الزمنية والجغرافية والثقافية في الاعتبار، وتبني مبدأ النسبية، ورفض المفاهيم المطلقة الغير قابلة للتأويل) تتميز بها الفلسفة القارية. وعلى النقيض، فإن الفلسفة التحليلية تتعامل مع كل مشكلة على أنها منفصلة وقائمة بذاتها، يمكن تحليلها بعد تجريدها من كل أصولها التاريخية، وهو نفس المبدأ الذي يتبناه علماء الطبيعة، وهو أن تاريخ العلوم ليس عنصرًا مهمًا في التساؤلات العلمية. بينما يدعي الفلاسفة القاريون أنه لا يجوز للحجج الفلسفية أن تتنصل من العوامل الظرفية والنصية التي أدت إلى ظهورها تاريخيًا من الأساس.[8]

- ثالثًا، تصر الفلسفة القارية عادةً على أنه بوسع الإدراك البشري أن يغير عوامل نشوء التجربة المعاشة، فالدعوى المطروحة هنا هي: لو كانت التجربة البشرية حادثًا خاضعًا للصدفة، فمن الممكن أن يعاد تكوينها في صور أخرى.[9] ومن هنا يسعى الفلاسفة القاريون بشغف بالغ في التوفيق بين النظرية والتطبيق، وكثيرًا ما يزعم هؤلاء الفلاسفة أن نظرياتهم تعكس التحول الملحوظ في شخصياتهم، أو في المنظومات الأخلاقية، أو في سياسة بلدانهم. وقد نرى هذه النزعة واضحة في المذهب الماركسي (فقد قال ماركس في أطروحته: «حتى الآن سعى الفلاسفة إلى تفسير وتأويل الطريقة التي نرى بها العالم، وكل منهم لديه مذهبه. لكن الهدف الأسمى من ذلك هو تغيير هذا العالم على الواقع».)، وهي سمة محورية في الفلسفة الوجودية وما بعد البنيوية كذلك.

- وأخيرًا، توجد سمة أخرى تتميز بها الفلسفة القارية، ألا وهي التركيز على ما وراء الفلسفة (أو فلسفة الفلسفة). ففي ضوء تطور ونجاح العلوم الطبيعية، سعى الفلاسفة القاريون إلى وصف طبيعة علم الفلسفة والمذهب الفلسفي وصفًا واضحًا.[10] وفي بعض المدارس (مثل المثالية الألمانية وفلسفة الظواهر) تظهر هذه النزعة في محاولة تأويل المفهوم التقليدي الشائع عن الفلسفة، والذي ينص على أن الفلسفة هي حجر الأساس لكل العلوم البشرية. وفي بعض المدارس الأخرى (الفلسفة النقدية، والتأويلية، والبنيوية) يوجد إجماع على أن المجال الذي تختص به الفلسفة له طابع ثقافي أو عملي غير قابل للاختزال. أما بعض الفلاسفة الآخرين، مثل نيتشه وكيركغارد ولاحقًا هايدجر وديريدا، يشككون في مقدرة الفلسفة على تحقيق أي من أهدافها المعلنة.

وفي النهاية، فإن السمات السابق ذكرها مشتقة من أفكار كانط، والتي تنص على أنه أفضل طريقة لفهم العوامل والقواعد التي تقيد المعرفة، والتجارب البشرية، والواقع، هي التدبر والتأمل الفلسفي، وذلك عوضًا عن الاكتفاء بالمنهج التجريبي في الاستقصاء.

## المصطلح
شاع ظهور مصطلح الفلسفة القارية بتعريفه السابق على ألسنة الفلاسفة الناطقين بالإنجليزية، وذلك في وصفهم مساقات أقسام الجامعات الفلسفية في السبعينات. وهو مصطلح عام يشمل المذاهب الفلسفية التي ظهرت في فرنسا وألمانيا، مثل فلسفة الظواهر، والفلسفة الوجودية، والبنيوية وما بعد البنيوية.
ولكن أول استخدام لهذا المصطلح بتعريف مشابه للتعريف الحالي كان في عام 1840، في مقالة عن الفيلسوف كولريدج من تأليف جون ستوارت مل، وفيها عقد مقارنة بين أفكار الفلسلفة القارية المتأثرة بكانط، وبين المذهب التجريبي الشائع في بريطانيا آنذاك في القرن الثامن عشر، ومن رواده الفيلسوف بينتهام. واكتسب هذا المصطلح المزيد من الشهرة في بداية القرن العشرين حينما قام بعض الأعلام البارزة من أمثال برتراند راسل وجي إي مور بتطوير نسخة من علم الفلسفة مساندة ومؤيدة للعلوم الطبيعية، وتستند في تطورها على التحليل المنطقي. وسيطر هذا المذهب، والذي اشتهر لاحقًا باسم «الفلسفة التحليلية»، على ساحة النقاش في بريطانيا والولايات المتحدة بداية من عام 1930. وميز راسل ومور حركتهم الجديدة عن طريق لفْظ الفلسفة الهيجيلية وأقاربها. وعلَّق راسل في عام 1945 على تاريخ الاختلافات بين هذين المذهبين قائلًا: «فصارت هنالك الآن مدرستان مختصتان بالفلسفة، ألا وهما: المدرسة القارية والمدرسة البريطانية. وهذا التفاوت بين المدرستين قائم منذ أيام جون لوك.»
ولكن بداية من السبعينات، تزايد اهتمام الكثيرين من الفلاسفة الأمريكيين والبريطانيين بآراء الفلاسفة القاريين من أمثال كانط، وبالمثل فقد اعتنقت الكثير من المذاهب الأوروبية العديد من مظاهر الفلسفة التحليلية. فقد ترعرعت الحركات التي تصف نفسها بالتحليلية في فرنسا، ومن أعلامها جولز فويمان، وفنسنت ديكومب، وجيلز جاستن جرانجر، وفرانسوا ريكاناتي، وباسكال إنجل. وبالمثل، نجد البعض ممن يصفون أنفسهم بالفلاسفة القاريين يدرسون في الجامعات البريطانية والماريكية والأسترالية، بالإضافة إلى بعض الأعلام البارزة من أنصار الفلسفة التحليلية ممن يزعمون أنهم يدرسون الفلسلفة القارية بشكل أفضل من أنصار الفلسفة القارية ذات أنفسهم، ولا سيما في أقسام الدراسات العليا. وفي ضوء ما سبق فإن تعريف مصطلح «الفلسفة القارية» يجب أن يكون بدلالة عائلة من المذاهب والأفكار الفلسفية المتعلقة به، وليس بدلالة الموقع الجغرافي. ومن ثم صارت مسألة الاختصاص الجغرافي موضع خلاف من جديد مع ظهور الحركة المناهضة للاستعمار، والتي تعني باستقصاء وتفنيد أثر الاستعمار والإمبريالية الأوروبية على الناتج المعرفي الأكاديمي. ومن هنا حظي مذهب «الفلسفة ما بعد القارية» بدعم الكثير من الفقهاء والمتبحرين كامتداد طبيعي للفلسفة القارية.

## تاريخها
يُعتقد أن تاريخ الفلسفة القارية (بالمعنى الذي يقصد به الاختصاص الجغرافي بأوروبا القارية) قد بدأ مع ظهور حركة المثالية الألمانية. ونشأت تلك الحركة الأخيرة، بقيادة أعلام بارزة مثل فيخته وشلنج ولاحقًا هيجل، وهي متأثرة بشدة بأعمال كانط في العقدين 1780 و1790، وكانت مرتبطة ارتباطًا وثيقًا بحركة الرومانسية، والسياسات الثورية التي تبنتها حركة التنوير. وإلى جانب الشخصيات المحورية المذكورة، فقد ساهم هؤلاء كذلك بأعمالهم إلى تلك الحركة: فريدريخ هاينرايخ جاكوبي، وجوتلوب إرنست شولتسه، وكارل ليونهارد راينهولد، وفريدريخ شلايرماخر.
وبالنظر إلى أن العديد من المدارس القارية تنحدر في أصلها من علم الظواهر، فلا عجب من كون إدموند هوسرل شخصية مركزية على مدار تاريخ الفلسفة القارية. بل إنه يعد محل احترام وموضع نقاش دائم في أوساط الفلسفة التحليلية. ولا يزال هوسرل موضع اهتمام أمام الفلاسفة التحليليين بسبب آرائه حول طبيعة المنطق، ومراسلاته مع الفيلسوف جوتلوب فريجه.
ويعتقد مركيور أن أول من افتعل الخلاف بين الفلسفة القارية والتحليلية كان هنري برجسون، والذي مهدت أعماله المتعلقة بالعلوم الطبيعية ومذهب البديهية إلى ظهور الفلسفة الوجودية.
ومن أهم الأمثلة التوضيحية التي تكشف عن التباين بين الأسلوب القاري والتحليلي في الفلسفة هو مقالة بعنوان «محو الميتافيزيقية بواسطة التحليل المنطقي للغة» من تأليف رودولف كارناب، والتي اعتبرها بعض المحللين محل جدال وخلاف بصفة خاصة. ويرى كارناب في مقالته أن محاضرة الفيلسوف هايدجر بعنوان «ما هي الفيزيقيا؟» تخالف قواعد صياغة الجمل المنطقية حتى تختلق دعاوي زائفة. وبالمثل اتهم كارناب العديد من علماء الميتافيزيقا الألمان آنذاك بالتلاعب بصياغة الكلام لخلق جمل خاوية المعني.
ومع صعود النازية، اضطر العديد من الفلاسفة الألمان، وبالأخص هؤلاء الذين ينحدرون من أصل يهودي أو يتبنون آراءا يسارية أو تميل إلى اليسارية، مثل أتباع مدرسة فرانكفورت، إلى الفرار إلى الدول الناطقة بالإنجليزية. أما من آثر البقاء في ألمانيا من الأكاديميين، فقد اضطروا إلى الرضوخ إلى سطوة النازية على الجامعات. أما آخرون مثل مارتن هايدجر، فقد نجحوا في إقامة علاقات دبلوماسية مع الحزب النازي بعد صعوده إلى الحكم.
وقد تصاعد الفضول في فرنسا حول المذاهب الفلسفية الألمانية، واستمر هذا الاهتمام في التزايد قبل وبعد الحرب العالمية الثانية. ومن بين ثمار هذا الفضول هو زيادة الاهتمام بالشيوعية والذي انعكس في زيادة الاهتمام بآراء ماركس وهيجل. وفي نفس الوقت تزايد نفوذ أعمال هوسرل وهايدجر المتمثلة في فلسفة الظواهر، وقد يوعز ذلك إلى توافق آرائهم مع المذاهب الفرنسية، والتي تضع قدرًا ووزنًا أمام المنظور البشري والتجربة الشخصية (وذلك طابع مشترك يغلب على عدة مذاهب المتفرقة مثل: الكارتيزية، والروحانية، والبرجنسية). ومن بين أنصار فلسفة الظواهر، والذي ينسب له الفضل الأكبر في شيوع هذا المذهب، هو الكاتب والفيلسوف جان بول سارتر، والذي أطلق اسم الوجودية على مذهبه. ومن ثم ظهرت سلالة جديدة من المذاهب القارية، ألا وهي الفلسفة البنيوية، وما بعد البنيوية. فقد تأثر بعض علماء الإنسان مثل كلود ليفي ستراوس بعلم اللغويات البنيوية الذي أسسه فردينان دو سوسور، وبدأ ستراوس بتطبيق مبادئ البنيوية في اللغات على مجال الإنسانيات. ومن ثم قام بعض النقاد بتطوير نسخة معدلة من البنيوية وأطلقوا عليها اسم ما بعد البنيوية. ومن بين هؤلاء: جاك لاكان، وجاك دريدا، ومايكل فوكولت، وجيل دولوز.

## التطورات الأنجلو-أمريكية الحديثة
وفي الفترة بين بدايات القرن العشرين وحتى الستينات، كان لمامًا ما يكون الفلاسفة القاريون محل نقاش في الجامعات البريطانية أو الأمريكية، وذلك على الرغم من تدفق الفلاسفة القاريين إلى الولايات المتحدة، وبالأخص تلاميذ نيتشه وهايدجر الألمان، وذلك بفضل الاضطهاد المستمر على اليهود في أوروبا، ولاحقًا بفضل الحرب العالمية الثانية. ومن بين أبرز هؤلاء التلاميذ: هانا آرنت، وليو ستراوس، وثيودور أدورنو، ووالتر كاوفمان، والذين هاجروا في الفترة ما بين نهاية الثلاثينات وبداية الأربعينات. ورغم ذلك فقد توافرت المساقات المختصة بالفلسفة القارية في الجامعات في أواخر الستينات وبداية السبعينات.
ولاحقًا تبنت الأقسام الجامعية الأمريكية المختصة بدراسة الأدب، والفنون الجميلة، والأفلام، وعلم الاجتماع، والعلوم السياسية أفكار وحجج الفلاسفة القاريين، وتضمنتها في أبحاثهم وفي مناهجهم الدراسية. وقد شددت أقسام الفلسفة في عدد من الجامعات البريطانية والأيرلندية على أهمية الفلسفة القارية، ومن بين هذه الجامعات: جامعة إسيكس، وورك، وساسكس، ودندي، وأبردين، ودابلين، ومانشيسر، وكينغستون، وستافوردشير (دراسات عليا فقط). وبالمثل في أمريكا الشمالية: جامعة هاواي، وبوسطن، وستوني بروك، وفاندربيلت، وديبول، وجامعة ولاية بنسلفانيا، وأوريجون وغيرها. ومن بين أبرز المنظمات المكرسة للفلسفة القارية في الولايات المتحدة هي «مجمتع علم الظواهر والفلسفة الوجودية» (معروفة باسم SPEP كاختصار).

## اقرأ أيضاً
- الفلسفة التحليلية
- مرحلة المرآة